# 버르거 버르너바시
버르거 버르너바시(헝가리어: Varga Barnabás, 1994년 10월 25일 ~ )는 헝가리의 축구 선수로, 현재 넴제티 버이녹샤그 I 클럽 페렌츠바로시와 헝가리 국가대표팀에서 공격수로 활약하고 있다.

## 구단 경력
퍽시에서 26골을 기록한 버르거는 2022-23년 시즌 넴제티 버이녹샤그 I의 득점왕을 차지했다.
2023년 6월 1일, 버르거는 당시 디펜딩 챔피언이었던 페렌츠바로시로 이적했다.
2023년 7월 27일, 버르거는 섐록 로버스와의 2023-24년 UEFA 유로파컨퍼런스리그 경기에서 유럽 무대 첫 골을 기록했다.
2023년 8월 6일, 버르거는 소스토이 슈타디온에서 열린 페헤르바르와의 2023-24년 넴제티 버이녹샤그 I 시즌 첫 골을 기록했다. 8월 27일, 그는 전 클럽 퍽시와의 리그 시즌 5일차 경기에서 해트트릭을 기록해 6-1 승리를 거두었다. 그는 다음 리그 경기인 9월 3일 잘래거세그와의 경기에서 해트트릭을 기록해 6-2 승리를 거두었다.
2023년 10월 22일, 버르거는 디오슈죄르와의 넴제티 바즈녹사그 I 경기에서 부상을 입었다. 페렌츠바로시 감독인 데얀 스탄코비치는 국가대표팀 경기 비용을 지불했다고 말했다. 따라서 그는 헹크와의 UEFA 유로파리그 경기에 결장해야 했다.
페렌츠바로시의 가보르 쿠바토프 회장은 M4 스포르트와의 인터뷰에서 2022-23년 시즌 넴제티 버이녹샤그 I의 최고 득점자를 영입할 수 있다는 확신을 갖게 되어 기쁘다고 말했다. 하지만 쿠바토프는 2023년 여름 버르거와의 계약 여부에 대해 망설였다.
2024년 1월, 버르거는 부상 후 팀과 함께 훈련을 시작했다.

## 국가대표팀 경력
2023년 3월 27일, 버르거는 불가리아와의 UEFA 유로 2024 예선 전에서 헝가리 국가대표팀의 교체 선수로 첫 출전했다. 3경기 후, 그는 리투아니아와의 조별 예선 3차전에서 첫 골을 넣었다.
2023년 9월 7일, 버르거는 세르비아 베오그라드의 스타디온 츠르베나 즈베즈다에서 열린 세르비아와의 UEFA 유로 2024 예선 전에서 헝가리의 첫 골을 기록했다.
2023년 10월 14일, 버르거는 푸슈카시 아레나에서 열린 세르비아와의 UEFA 유로 2024 예선 전에서 헝가리의 첫 골을 기록했다.
2024년 5월 14일, 버르거는 UEFA 유로 2024에 참가할 헝가리 국가대표 선수단에 이름을 올렸다. 2024년 6월 8일, 그는 나지르데이 스타디온에서 열린 이스라엘과의 친선 경기에서 2골을 넣었다. UEFA 유로 2024 이전에, 그는 《가디언》에 의해 로베르트 안드리히, 야시르 아사니, 압뒬케림 바르다크즈, 알렉스 그리말도, 막시밀리안 미텔슈테트와 함께 챔피언십에서 빛을 발할 수 있는 6명의 "늦은 개화자" 중 한 명으로 포함되었다. 토너먼트 첫 경기에서, 버르거는 쾰른에서 스위스에게 3-1로 패배하면서 헝가리의 유일한 골을 넣었다.
2024년 6월 23일, 스코틀랜드와의 유로 2024 조별 리그 경기에서 버르거는 프리킥과 스코틀랜드 골키퍼 앵거스 건과의 충돌 이후 펜싱에서 의식을 잃고 넘어졌다. 10분간의 기다림 끝에 그는 경기장에서 들것에 실려 나갔다. 경기 후, 버르거는 의식이 있고 안정된 상태인 것으로 알려졌다.